# Danh sách hiệu kỳ tại Liên Xô
Dưới đây là danh sách các loại cờ từng được dùng làm hiệu kỳ của các tổ chức chính trị - xã hội cấp quốc gia tại Liên Xô, được các tài liệu độc lập và có uy tín ghi nhận:

## Quốc kỳ
| Cờ | Thời điểm   | Sử dụng | Mô tả                                                |
| -- | ----------- | ------- | ---------------------------------------------------- |
|    | 1922 - 1923 | Quốc kỳ | Nền đỏ, có quốc huy Liên Xô ở giữa                   |
|    | 1923 - 1924 | Quốc kỳ | Có viền vàng quanh búa liềm                          |
|    | 1924 - 1936 | Quốc kỳ | Không có viền vàng                                   |
|    | 1936 - 1955 | Quốc kỳ | Sử dụng búa và lưỡi liềm khác                        |
|    | 1955 - 1980 | Quốc kỳ | Búa liềm thay đổi hình dạng và nhỏ hơn               |
|    | 1980 - 1991 | Quốc kỳ | Màu đỏ nhạt hơn màu đỏ của phiên bản cờ 1955 - 1980. |